# Loyalty and Betrayal (альбом E-40)
Loyalty and Betrayal — шостий студійний альбом американського репера E-40, виданий 10 жовтня 2000 р. лейблами Jive Records та Sick Wid It Records. Платівка містить продакшн від Battlecat, Bosko, Jazze Pha, Ріка Рока, Тоуна Капоне та ін. Виконавчий продюсер: E-40. Реліз посів 4-ту сходинку чарту Top R&B/Hip-Hop Albums та 18-те місце чарту Billboard 200. У записі альбому взяли участь Suga-T, Mack 10, 8Ball, Too Short, Young Mugzi, Levitti, Pimp C, Birdman та ін.
Для реклами платівки зняли два відеокліпи: «Behind Gates» (у відео також присутній WC) та «Nah, Nah…» (у кліпі знялися Ент Бенкс, JT the Bigga Figga, Мек Шон і гурт The Click). 25 серпня 2000 синглом видали «Nah, Nah…», а 20 грудня 2000 — «Behind Gates».

## Список пісень
1. «Intro»
2. «Loyalty and Betrayal»
3. «Lace Me Up» (з участю Suga-T)
4. «Ya Blind» (з участю Jazze Pha та 8Ball)
5. «Sinister Mob» (з участю Nate Dogg)
6. «Nigga Shit» (з участю Mack 10, The Click та Levitti)
7. «Nah, Nah…» (з участю Nate Dogg)
8. «Pop Ya Collar» (з участю Otis & Shug та The Click)
9. «Record Company» (Skit)
10. «To Whom This May Concern»
11. «Like a Jungle» (з участю Kokane та Young Mugzi)
12. «Behind Gates» (з участю Ice Cube)
13. «Doin' the Fool» (з участю Pastor Troy, Al Kapone, Too Short та Pimp C)
14. «Flamboastin'» (з участю Baby)
15. «It's Pimpin'»
16. «Clown wit' It» (з участю Mystikal)

## Семпли
Ya Blind
- «Early in the Morning» у вик. The Gap Band

## Чартові позиції
Альбому
| Чарт (2000)               | Найвища позиція |
| ------------------------- | --------------- |
| США                       | 18              |
| US Top R&B/Hip-Hop Albums | 4               |

Синглу
| Пісня       | Чарт (2000)              | Найвища позиція |
| ----------- | ------------------------ | --------------- |
| «Nah, Nah…» | US Hot R&B/Hip-Hop Songs | 61              |